# This Is Cinerama
This Is Cinerama è un film del 1952 diretto da Merian C. Cooper. È stato girato per presentare il sistema di ripresa e proiezione ad ampio schermo Cinerama.